# Volo Ethiopian Airlines 604
Il volo Ethiopian Airlines 604 era un volo passeggeri di linea internazionale da Addis Abeba, Etiopia, ad Asmara, Eritrea, con scalo intermedio a Bahar Dar, in Etiopia. Il 15 settembre 1988, un Boeing 737-200 operante sulla tratta prese fuoco durante un belly landing effettuato in un campo vicino all'aeroporto di Bahar Dar, in seguito a un impatto con volatili poco dopo il decollo.

## L'aereo
Il velivolo coinvolto era un Boeing 737-200, marche ET-AJA, numero di serie 23914 e numero di linea 1456. Volò per la prima volta il 2 ottobre 1987 e venne consegnato a Ethiopian Airlines il 29 dicembre dello stesso anno. Era spinto da 2 motori turboventola Pratt & Whitney JT8D-17A. Al momento dell'incidente, l'aereo aveva circa un anno e aveva accumulato 1 377 ore di volo in 1 870 cicli di pressurizzazione.

## L'incidente
Quando il Boeing si avvicinò alla velocità di decollo, l'equipaggio vide uno stormo di piccioni sollevarsi sul lato sinistro. Subito dopo la rotazione, il velivolo colpì lo stormo a una velocità di 146 nodi (270 km/h).
Il carrello d'atterraggio venne sollevato dal primo ufficiale su ordine del comandante. A circa 150 piedi (46 m), entrambi i motori iniziarono ad andare in sovratensione. Il Boeing subì una notevole perdita di potenza e il jet iniziò ad abbassare il muso. In risposta, il pilota in comando portò al massimo le manette di spinta dei motori, permettendo al velivolo di guadagnare quota. Durante il primo minuto dopo all'impatto, l'aereo si alzò fino a 290 piedi (88 m) di altitudine e accelerò da 146 nodi (270 km/h) a 154 nodi (285 km/h).
Il rapporto dell'equipaggio indicò che entrambi i motori continuavano ad andare in sovratensione, che gli indicatori di temperatura dei gas di scarico (EGT) erano al limite e che le letture dell'indicatore del rapporto di pressione del motore (EPR) fluttuavano a circa 1,6. Il comandante riferì di aver ridotto la spinta del motore per prolungarne l'operatività e diminuire le sovratensioni. L'aereo virò verso destra per avvicinarsi alla pista 04 dell'aeroporto di partenza. L'altitudine rimase costante mentre la velocità aumentò da 154 nodi (285 km/h) a 162 nodi (300 km/h). Nel frattempo, l'altitudine era aumentata a 680 piedi (210 m) e la velocità a 173 nodi (320 km/h). L'aereo salì ulteriormente a 1 370 piedi (420 m). Dopo circa cinque secondi, entrambi i motori persero completamente potenza.
Il primo ufficiale indicò un'area libera leggermente più avanti verso destra. Il comandante virò verso quella radura ed eseguì un belly landing, ovvero un atterraggio senza l'utilizzo del carrello. L'aereo si spezzò e scoppiò un incendio. Dei 104 occupanti, in 35 persero la vita.